# Antemiolo
Antemiolo (latino: Anthemiolus; fl. 470/471; dopo il 453 – 471 circa) è stato un generale romano, figlio dell'imperatore romano Antemio.
Antemiolo nacque dopo il 453, anno del matrimonio del padre Antemio, divenuto imperatore d'Occidente nel 467, con Elia Marcia Eufemia, figlia dell'imperatore d'Oriente Marciano.
La Chronica gallica anno 511 riporta come Antemiolo venne inviato dal padre in Gallia, alla testa di un esercito e assistito da tre generali (Thorisarius, Everdingus ed Hermianus, il comes stabuli): lo scopo dell'azione era di attaccare i Goti di re Eurico, che si erano impadroniti della regione. Eurico incontrò e sconfisse in battaglia le milizie imperiali al di là del Rodano, uccidendone i generali e lo stesso Antemiolo e devastando la zona. L'episodio viene collocato temporalmente nel 471 circa.